# شهرک وحدت (سنندج)
شهرک وحدت (سنندج)، روستایی از توابع بخش مرکزی شهرستان سنندج در استان کردستان ایران است.

## جمعیت
این روستا در دهستان نران قرار دارد و براساس سرشماری مرکز آمار ایران در سال ۱۳۸۵، جمعیت آن ۸۹ نفر (۲۱خانوار) بوده‌است.